# مادران خاوران
مادران خاوران به زنانی گفته می‌شود که فرزندان یا اعضای خانواده‌شان در دههٔ ۶۰ خورشیدی به دلیل اتهامات سیاسی اعدام شدند و در گورستان خاوران تهران دفن شدند. اعدام‌شدگان ابتدای دههٔ ۶۰ اغلب از فعالان طیف‌های مختلف چپ بودند، اما با افزایش تعداد زندانیان سیاسی اعدام شده، به ویژه پس از اعدام دسته‌جمعی زندانیان عقیدتی-سیاسی ایران در تابستان ۱۳۶۷ از طیف‌های دیگر از جمله سازمان مجاهدین خلق ایران نیز در این گورستان به خاک سپرده شدند. تعداد دفن‌شدگان خاوران روشن نیست.
مادران خاوران، هنگام ملاقات با فرزندانشان در زندان با هم آشنا شدند یا زمانی که در تلاش برای جلوگیری از اعدام‌ها به بیوت مراجع قم از جمله آیت‌الله منتظری مراجعه می‌کردند، یا در صف کمیته‌ها برای دریافت ساک لباس و وسایل اعدامی‌ها، یا در مراسم ختم کشته‌شدگان یا در گورستان خاوران. با آغاز اعدام‌ها ارتباط نزدیک‌تری میان‌شان به وجود آمد و به یک گروه بدل شدند. مادران خاوران منحصراً تهرانی نیستند. بر اساس گزارش‌های منتشر شده، برخی مادران که فرزندان‌شان به تهران منتقل شده و در تهران اعدام شدند نیز از جمله مادران خاوران به‌شمار می‌روند.

## اقدامات
۸۰ نفر از اعضای خانواده‌های زندانیان سیاسی با همراهی مادران خاوران در فروردین ۱۳۶۷، چهار ماه پیش از آغاز اعدام‌های گسترده، نامه‌ای به کمیسیون حقوق بشر سازمان ملل متحد نوشتند و شرایط ناگوار زندانیان سیاسی را گزارش دادند. نامهٔ سرگشاده‌ای نیز به خاویر پرز دکوئیار، دبیر کلی وقت سازمان ملل متحد نوشتند. در اعتراض به اعدام‌ها در ۵ دی ۱۳۶۸ در مقابل کاخ دادگستری تجمع کردند و خواستار ارائهٔ شکایت خود به وزیر وقت شدند. اما این نامه به دست وزیر نرسید و به خانواده‌ها مورد ضرب و شتم قرار گرفته و پراکنده شدند.
در بخشی از این نامه آمده است: «در ماه‌های اخیر اقدامات هولناکی در زندان‌های کشور ما به‌وقوع پیوسته است. اعدام هزاران تن از زندانیان سیاسی که اکثر قریب به اتفاق آنان قبلاً محاکمه شده و حکم دریافت کرده و دوران محکومیت خود را سپری می‌کرده‌اند و حتی دوران محکومیت‌شان سپری شده بوده، ما که مادر و پدر و بستگان این قربانیان هستیم، هر لحظه از خود می‌پرسیم چرا باید چنین بی‌رحمانه، این فرزندان برومندمان را به خاک و خون کشند؟ ادعاهایی که می‌خواهند اینان را به عملیات نظامی این یا آن گروه در مرزهای کشور منتسب کنند، با توجه به اوضاعی که در زندان‌ها حاکم بوده، به‌طور کلی باطل است. چرا که فرزندان ما در سخت‌ترین شرایط به‌سر می‌بردند. ملاقات‌های ۱۵ روز یک‌بار آن هم به مدت ده دقیقه از پشت شیشه و به‌وسیلهٔ تلفن و محرومیت اینان از داشتن هرگونه وسیلهٔ ارتباط با خارج زندان که ما آن را در هفت سال اخیر از نزدیک تجربه کرده‌ایم، حقانیت ادعاهای ما را به اثبات می‌رساند. ما سؤال می‌کنیم: اگر اقدامات مقامات قانونی بوده است، چرا اعدام‌ها از چشم همگان پنهان نگاه‌داشته شد؟»
در حال حاضر مادران خاوران به همراه دیگر خانواده‌ها جمعهٔ اول هر ماه در گورستان خاوران حاضر می‌شوند.

## جایزه حقوق بشر
در اردیبهشت ۱۳۹۳ مؤسسهٔ «یادبود ۱۸ مه» جایزهٔ حقوق بشری گوانگجو را به‌طور مشترک به مادران خاوران و عادل الرحمن خان فعال حقوق بشر بنگلادشی اهدا کرد. در اطلاعیهٔ کمیته انتخاب آمده است که «اعضای گروه مادران خاوران از زمانی که فرزندان و بستگان‌شان در تابستان ۱۳۶۷ مخفیانه اعدام شدند، بی‌وقفه به مقام‌های جمهوری اسلامی فشار آورده‌اند و خواهان تحقیق برای آشکار شدن حقیقت و مجازات عاملان بازداشت، شکنجه، اعدام و دفن مخفیانهٔ شمار بزرگی از فعالان سیاسی در دههٔ ۶۰ به ویژه در سال ۱۳۶۷ شده‌اند.»